# 22e division d'aviation de bombardement lourd de la Garde
Pour les articles homonymes, voir 22e division.
La 22e division d'aviation de bombardement lourd de la Garde (en russe : 22-я гвардейская тяжёлая бомбардировочная авиационная дивизия), de son nom complet le 22e division d'aviation de bombardement lourd de la Garde Donbass de l'ordre du Drapeau rouge (en russe : 22-я гвардейская тяжёлая бомбардировочная авиационная Донбасская Краснознамённая дивизия) est une division aérienne de l'armée de l'air russe, branche des forces aérospatiales (n° d'unité 06987).

## Histoire pendant la Seconde Guerre mondiale

### 62edivision d'aviation à long rayon d'action
La division est créée sous le nom de 62e division d'aviation à long rayon d'action sur la base d'un arrêté du Comité d'État à la Défense du 5 mars 1942, et du commandant de l'aviation à long rayon d'action, le lieutenant-général Golovanov, du 6 mars 1942. La division est formée à la base aérienne de Diaguilevo, près de la 22e division aérienne (ru) basée à Riazan. Les régiments des unités militaires nouvellement créées sont équipés de bombardiers lourds TB-3. À la mi-avril 1942, la division est transférée en périphérie des aéroports de Moscou, à Monino et Noguinsk. À cette époque, la division fait partie du 6e corps aérien à long rayon d'action (ru).
Les premiers vols ont lieu le 16 avril 1942 sur le front du Nord-Ouest du front occidental où opèrent les fronts de Crimée et de Voronej. Sa tâche principale consiste en la livraison de troupes par avions-cargos. Les régiments d'équipage de la division impliquée dans le ravitaillement de l'Armée rouge ont également retenu les Allemands dans la poche de Demiansk. Au cours de la deuxième quinzaine d'avril, 324 missions sont effectuées pour 323 tonnes de marchandises livrées. Les cargaisons sont déchargées sans parachute à une altitude de 100 à 400 mètres. En avril, la division subit les premières pertes : certains TB-3 sont abattus par des chasseurs de nuit. En septembre 1942, les régiments de la division sont réarmés avec des avions Li-2, qui seront utilisés comme bombardiers.
De septembre 1942 à février 1943, les régiments des divisions sont basés sur le terrain d'aviation de Mitchourinsky et collaborent avec les fronts de Stalingrad et du Don. La division achève la guerre dans le ciel de Berlin et de Swinemünde. Le dernier raid aérien a lieu à Świnoujście le 2 mai 1945.

### 9edivision d'aviation à long rayon d'action de la Garde
« Pour avoir fait preuve de courage dans la lutte pour la patrie contre les envahisseurs allemands, avec persévérance, discipline, organisation et héroïsme », par ordre n° 274 du Commissariat du peuple à la défense de l'URSS (NKO) du 18 septembre 1943, la division reçoit le titre honorifique « de la Garde ». L'unité est alors renommée de 9e division d'aviation à long rayon d'action de la Garde, le jour anniversaire de celle-ci devenant le 18 septembre. Plus tard, par ordre du NKO de l'URSS du 27 mai 1944, « pour commémorer les victoires de la participation aux batailles pour la libération du Donbass », la division reçut le nom honorifique « Donbass ».

### 22edivision d'aviation de bombardement de la GardeDonbass
Dans le cadre de la transformation de l'aviation à long rayon d'action en 18e armée aérienne et de la dissolution du 6e corps d'aviation à long rayon d'action, la division rejoint à partir du 22 décembre 1944 le 3e corps d'aviation de bombardement de la Garde (ru). Conformément à une directive de l'état-major général du numéro Org/10/315706 du 26 décembre 1944, la division est rebaptisée 22e division de bombardement de la Garde Donbass.
Par décret du Præsidium du Soviet suprême de l'URSS, « pour son exécution exemplaire du commandement dans les batailles contre les envahisseurs allemands lors de la prise de la capitale allemande et pour avoir fait preuve de courage et d'héroïsme », la division reçoit l'ordre du Drapeau rouge.
Pendant la guerre, les équipages de la division ont effectué 14 965 sorties, largué 14 178 tonnes de bombes, détruit 59 passages à niveau, 10 nœuds ferroviaires, 38 trains, 30 avions au sol, et fait sauter 43 entrepôts de munitions et de carburant,.
Pour ses excellentes opérations militaires au cours de la Seconde Guerre mondiale, la division a reçu 13 fois la gratitude du commandant suprême.

### Composition pendant la Seconde Guerre mondiale
| Nom du régiment                                                                                      | Période                                                     | Nom suivant (1)                                                                               | Nom suivant (2)                                                                            |
| --- | ----------------------------------------------------------- | --------------------------------------------------------------------------------------------- | ------------------------------------------------------------------------------------------ |
| 11e régiment d'aviation de bombardement de la Garde opérationnel du 26 décembre 1944 au 9 mai 1945.  | Opérant dans la division du 6 mars 1942 au 1er mai 1946.    | 14e régiment d'aviation à rayon d'action du 6 mars 1942 au 26 mars 1943.                      | 11e régiment aérien à long rayon d'action de la Garde du 26 mars 1943 au 26 décembre 1944. |
| 220e régiment d'aviation de bombardement de la Garde opérationnel du 26 décembre 1944 au 9 mai 1945. | Opérant dans la division du 6 mars 1942 au 4 mai 1946.      | 4e régiment d'aviation à long rayon d'action de la Garde du 18 août 1942 au 26 décembre 1944. | 250e régiment d'aviation à rayon d'action du 16 avril 1942 au 18 août 1942.                |
| 325e régiment d'aviation à rayon d'action opérationnel du 3 juin 1942 au 19 août 1944.               | Opérant dans la division du 3 juin 1942 au 19 août 1944.    |                                                                                               |                                                                                            |
| 339e régiment d'aviation de bombardement opérationnel du 26 décembre 1944 au 9 juillet 1947.         | Opérant dans la division du 19 mars 1944 au 9 juillet 1947. | 339e régiment de bombardement à long rayon d'action du 19 mars 1944 au 26 décembre 1944.      |                                                                                            |

## Histoire pendant la guerre froide
Fin mai 1945, le 111e régiment d'aviation de bombardement de la 50e division d'aviation de bombardement et le quartier général de la 22e division d'aviation de bombardement de la Garde sont transférés à Babrouïsk,.
En avril 1946, les unités de la division comprennent:
- 200e régiment d'aviation de bombardement de la Garde (Babrouïsk, oblast de Moguilev) équipé du B-25 nord-américain
- 210e régiment d'aviation de bombardement de la Garde (Ziabrovka, oblast de Gomel) équipé du B-25
- 111e régiment d'aviation de bombardement (Babrouïsk, oblast de Moguilev) équipé du B-25
- 330e régiment d'aviation de bombardement (Babrouïsk, oblast de Mogilev) équipé du B-25

Le 330e régiment d'aviation de bombardement est dissous le 24 novembre 1949.
En 1950, les aviateurs de la division sont parmi les premiers de l'armée de l'air à maîtriser le nouveau bombardier à long rayon d'action Tu-4. Puis, en 1955, la division est la première de l'aviation à long rayon d'action à recevoir le bombardier à réaction Tu-16. En 1964, le Tu-22 rejoint l'unité. Le 111e régiment d'aviation de bombardement est dissous le 1er février 1971. En 1986, la division est équipée du bombardier à longue rayon d'action Tu-22M3.
Depuis 1980, la division fait partie de la 46e armée aérienne.
Après le début de la transformation des régiments de la 22e de la Garde, les unités suivantes composent la division (respectivement en 1960-1980) :
- 121e régiment d'aviation de bombardement lourd de la Garde (Machoulishchy, Biélorussie)
- 200e régiment d'aviation de bombardement lourd de la Garde (Babrouïsk, Biélorussie)
- 203e régiment d'aviation de bombardement lourd de la Garde (Baranavitchy, Biélorussie)
- 210e régiment d'aviation de bombardement de la Garde, retiré de la division le 13 novembre 1959

Par la suite, le 121e régiment d'aviation de bombardement lourd de la Garde est armé du bombardier lourd supersonique Tu-160.
À la fin des années 1980, les 121e et 203e régiments sont réaffectés dans la 15e division aérienne de bombardement lourd de la Garde. Au sein de la 22e division, ces unités précédentes fusionnent pour devenir le 260e régiment, reprenant le nom d'unité unité de la 15e division.
À partir de 1991, l'unité fait partie de la 46e armée aérienne. La division est équipée des unités suivantes :
- 200e régiment d'aviation de bombardement lourd (Babrouïsk, Biélorussie ; équipé du Tu-22M3). Le régiment est retiré de la division en 1993 dans le cadre du déménagement de la division de Biélorussie vers l'Oural. Le 200e régiment est désormais basé à Belaïa dans l'oblast d'Irkoutsk.
- 260e régiment d'aviation de bombardement lourd (Stryï, Ukraine ; équipé du Tu-22M3). L'unité est transférée à l'Ukraine en 1992.

## Histoire depuis 1991
Après l'effondrement de la directive de l'Union soviétique sur l'état-major général du 20 mai 1994, le quartier général de la division reçoit l'ordre de déménager à la base aérienne Engels-2 près de Saratov. La division opère depuis Engels à partir du 1er juin 1994.
À cette date, la division est équipée des unités suivantes :
- 203e régiment aérien de la Garde (ravitailleurs en vol) ; après son déménagement à Riazan le 1er septembre 2000, l'unité est transférée sous la subordination directe de la 37e armée aérienne.
- 182e régiment aérien de bombardement lourd de la Garde, retiré de la division le 1er mai 1998.

En 2004, le commandant de la division est le général de division Anatoli Zhikharev. La même année, la division reçoit la bannière du ministre de la Défense pour son courage, ses prouesses militaires et son haut niveau de formation militaire. Le 17 janvier 2004, une formation au pilotage de 11 vols a lieu à bord de Tu-160.
En juin 2006, deux avions participent aux exercices conjoints russo-biélorusses nommés « Bouclier de l'Union ». En septembre 2006, des exercices d'état-major et des lancements de missiles ont lieu. En juillet 2007, l'unité participe à des exercices en vol. En octobre de la même année, le site est inspecté par le personnel de l'armée de l'air. En août 2008, deux Tu-160 survolent l'océan Atlantique et le pôle Nord. Le 11 septembre 2008, un vol vers le Venezuela est organisé.
Le 21 janvier 2009, deux Tu-160 de la division volent 12 heures en mer de Norvège et dans la région du pôle Nord. Son effectif cette année-là est composé de 16 Tu-160 et 14 Tu-95MS. En mai 2009, deux Tu-95MS patrouillent au-dessus des océans Arctique et Atlantique. Ces missions comprenant des Tu-160 et 2 Tu-95MS se poursuivent jusqu'à sa dissolution.
En 2008-2009, la division est équipée des unités suivantes :
- 121e régiment d'aviation de bombardement lourd de la Garde (base aérienne Engels-2, Russie ; équipé du Tu-160).
- 184e régiment d'aviation de bombardement lourd de la Garde (base aérienne Engels-2, Russie ; équipé du Tu-95MS).
- 52e régiment d'aviation de bombardement lourd de la Garde (base aérienne de Chaïkovka, Russie ; équipé du Tu-22M3).
- 840e régiment d'aviation de bombardement lourd (base aérienne Soltsy-2, Russie ; équipé du Tu-22M3).

Dans le cadre de la réforme militaire russe, la division est dissoute et réorganisée en tant que 6950e base aérienne, intégrant les anciens 121e et 184e régiments. Le nom complet (impliquant les titres et noms honorifiques) de l'unité est 6950e base aérienne Donbass de l'ordre du Drapeau rouge (numéro d'unité militaire 06987).
En 2015-2016, la division est réformée à Engels-2 au sein de la branche de l'aviation à long rayon d'action des forces aérospatiales russes, équipée du Tu-160 (ASCC « Blackjack ») et du Tu-95 (ASCC « Bear »).
Un régiment subordonné, le 52e régiment de bombardement lourd de la Garde, équipé du bombardier Tu-22M3 Backfire, est basé à Chaïkovka.

### Guerre russo-ukrainienne
La division participe à l'invasion russe de l'Ukraine depuis février 2022, dans le contexte plus large de la guerre russo-ukrainienne depuis sa base arrière à Olenia.
Le 27 juin 2022, une attaque de missiles vise le centre commercial Amstor à Krementchouk, en Ukraine. Dmytro Lounine, gouverneur de l'oblast de Poltava et des médias font état de 20 morts et 56 blessés. Selon les Forces armées ukrainiennes, l'attaque a été menée par des missiles antinavires Kh-22 lancés à partir de bombardiers stratégiques russes Tu-22M3 qui ont décollé de l'aérodrome de Chaïkovka (dans la région de Kalouga). Les missiles ont été tirés depuis le territoire de l'oblast de Koursk. Selon les médias ukrainiens, ils appartiennent au 52e régiment de la 22e division, commandée par le colonel Oleg Timochine. Le ministre de l'Intérieur Denys Monastyrsky déclare que le missile avait touché le fond du centre commercial. Le ministère russe de la Défense a par la suite officiellement reconnu la responsabilité de l'attaque, bien qu'ayant affirmé que le centre commercial n'était pas la cible visée, mais un dépôt d'armes d'une usine à proximité, la détonation des munitions provoquant l'incendie du bâtiment voisin.
Le 14 janvier 2023, un avion du 52e régiment tire un missile Kh-22 qui atterrit sur un immeuble d'habitation de la ville de Dnipro, tuant et blessant de nombreux civils. Cette attaque est considérée par l'Ukraine comme un crime de guerre.